# Lluís I de Vendôme
Louis de Bourbon-la Marche , (1376 - Tours; 21 de desembre de 1446), noble francès, fill de Joan I de la Marche i VII de Vendôme i de Catalina de Vendôme. A la mort del seu pare el 1393 ell el va succeir com a  comte de Vendôme , mentre que el seu germà Jaume es va quedar amb La Marche i Castres. Va morir a la ciutat de Tours el 21 de desembre de 1446.

## Biografia
Durant els anys immediats a la mort del seu pare va compartir el títol amb la seva mare.
En la seva joventut va lluitar en Anglaterra a favor del futur Enric IV contra el llavors rei, Ricard II i al seu retorn va ser persona de confiança del duc d'Orleans.

## Descendència
L'any 1424 es va casar amb Blanca de Roucy, filla del comte Hug de Roucy, que va morir el 22 d'agost de 1424 i amb la qual no va tenir descendència. Aquest mateix any de 1424 va contreure matrimoni a Rennes amb Joana de Laval (morta al castell de Lavardin en 1468), filla de Guiu XIII de Montfort, de la dinastia Montfort-Laval i amb la qual va tenir tres fills:
- Catalina de Borbó (n. 1425; morta jove)
- Gabriela de Borbó (n. 1426; morta jove)
- Joan de Borbó (1428-1478), comte de Vendôme

Abans, en 1420, durant una època en la qual va estar en captivitat en Anglaterra, va engendrar un fill il·legítim, també anomenat Joan (1420-1496). Aquest finalment seria legitimat pel rei i acabaria sent el responsable de la captura de Joana d'Arc als afores de Compiègne.